# ロバート・ヴァレンタイン
ロバート・ヴァレンタイン（Robert Valentine, 1671年頃 - 1747年5月26日）は、イギリス生まれのイタリアの作曲家、リコーダー奏者。ロベルト·ヴァレンティーニ（Roberto Valentini）というイタリア名でも知られる。

## 生涯
レスターの都市楽師の息子として1671年頃に生まれ、1674年1月16日に洗礼を受けた記録がある。その後ローマに定住し、1701年9月にサンタンドレア・デッレ・フラッテ教会でイタリア人女性ジュリア・ベラッティと結婚した。夫婦には9人の子供が恵まれたものの、成人したのは3人だけだった。
彼はオーボエとヴァイオリンも演奏したが、特にリコーダーの名手として名を馳せた。
1747年5月26日、妻の死の12日後にローマで死去。

## 作品
作品は全て器楽曲で、合奏協奏曲、トリオ・ソナタ、ソナタなど多岐にわたるが、特にリコーダーのための作品が知られている。18世紀初頭のイギリスではアマチュア奏者によるリコーダーやフルートの演奏が流行したが、その中で彼の作品は人気を博し、多数演奏された。
初期の作風はアルカンジェロ・コレッリの影響が顕著であるが、後にギャラント様式に接近していった。

## 文献
- Drage, Sally. "Valentine family (per. c. 1685–1845), musicians". Oxford Dictionary of National Biography. Oxford University Press.
- Hawkins, John (1853). A General History of the Science and Practice of Music. 1. London: Novello
- Lasocki, David (May 1999). “The Recorder in Print, 1997”. American Recorder (American Recorder Society) 40 (3):  9–15.
- Rowland-Jones, Anthony (1995). “The baroque recorder sonata”. In Thomson, John Mansfield. The Cambridge Companion to the Recorder. Cambridge: Cambridge University Press. pp. 51–73. ISBN 0-521-35269-X